# اسماعلة (أولاد نصير)
اسماعلة هو دُوَّار يقع بجماعة عين كرمة، عمالة مكناس، جهة فاس مكناس في المملكة المغربية. ينتمي الدوّار لمشيخة أولاد نصير التي تضم 13 دوار. يقدر عدد سكانه بـ 732 نسمة حسب الإحصاء الرسمي للسكان والسكنى لسنة 2004.

## روابط خارجية
- البوابة الوطنية للجماعات الترابية
- المندوبية السامية للتخطيط